# Wolkenstraat

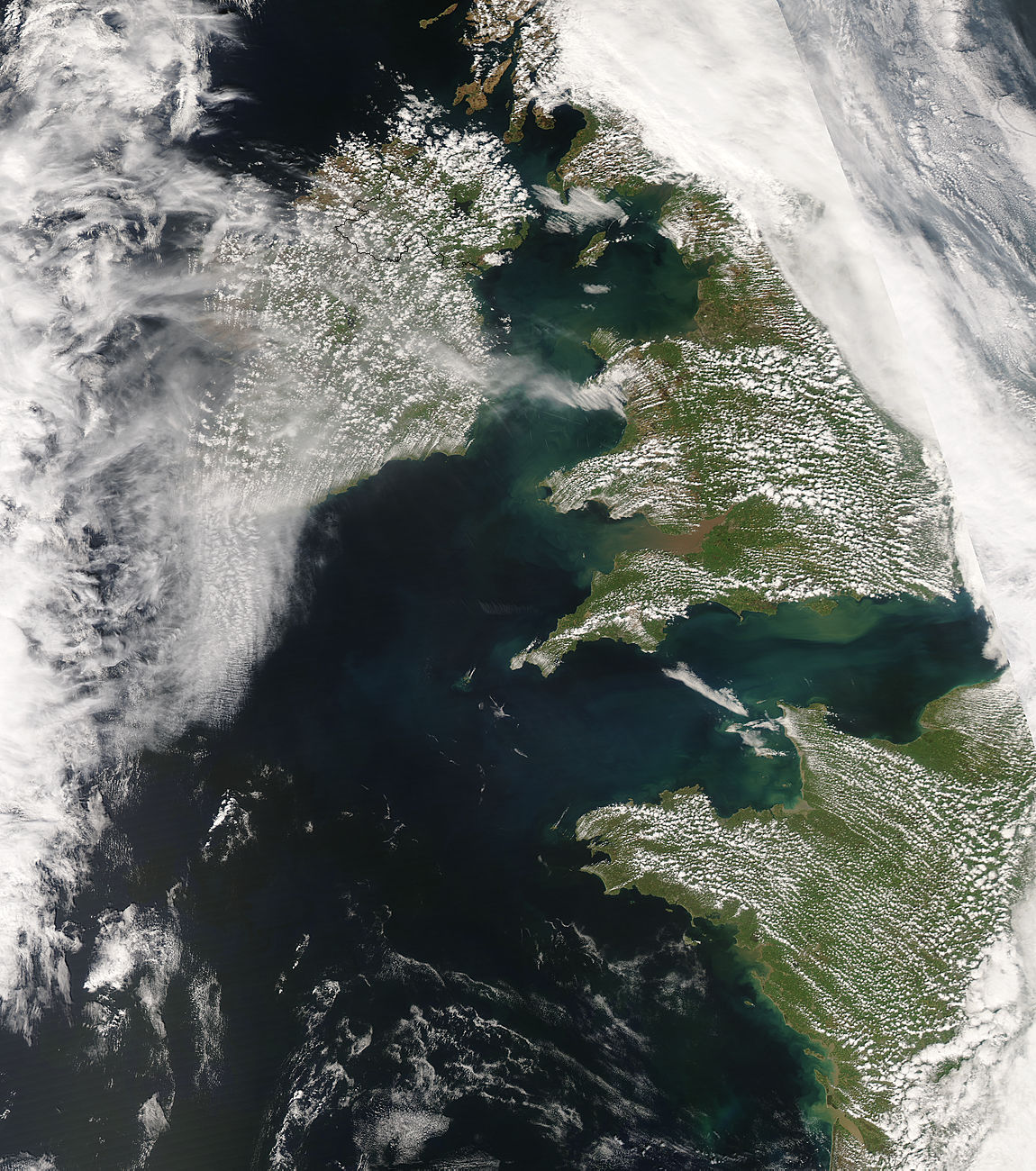
Wolkenstraten in formatie door een sterke westenwind boven Engeland en Wales nadat een koudefront is gepasseerd

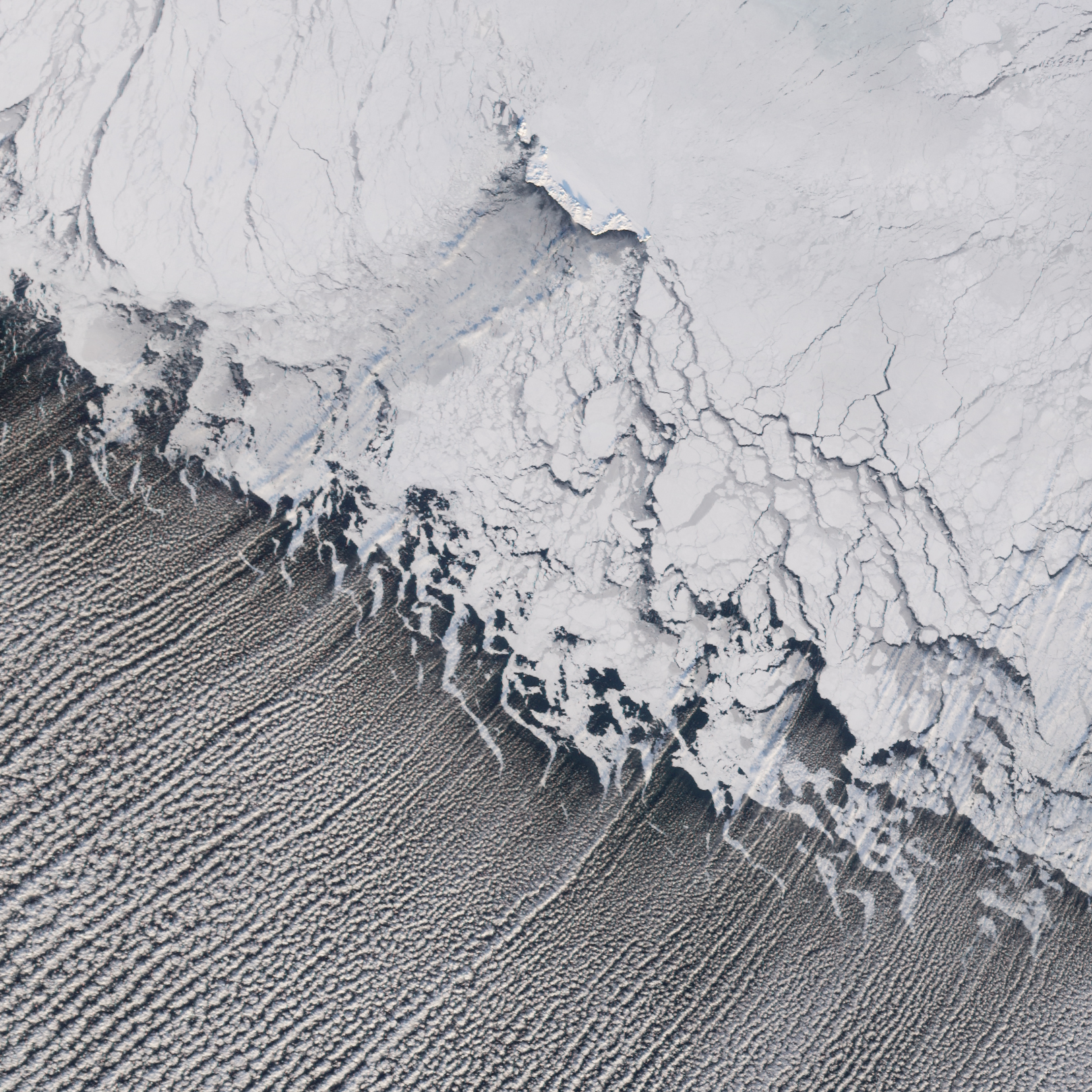
Wolkenstraten boven open water (linksonder) in de Beringzee

Een wolkenstraat is de benaming voor een rij van cumulus- of cumulusachtige wolken, die een formatie vormen die veelal parallel loopt aan de wind op lage hoogten. In sommige situaties ontstaat een honingraatpatroon van wolken waardoor ook hoeken van 60 graden met de wind kunnen voorkomen.
De beste omstandigheden voor het vormen van wolkenstraten zijn als de onderste luchtlaag instabiel is, maar wordt overdekt door een inversielaag -een stabiele luchtlaag. Dit gebeurt vaak wanneer de lucht erboven is gedaald, zoals bij de aanwezigheid van een hogedrukgebied of wanneer er 's nachts stralingsmist is gevormd. Onder de inversielaag ontstaat daarbij convectie,  waarbij de lucht opstijgt in de thermiekgebieden onder de wolken en daalt in de lucht tussen de straten. Wolkenstraten vormen ideale omstandigheden voor zweefvliegen, aangezien er lijnen met opstijgende lucht aanwezig zijn, waardoor piloten lange afstanden kunnen afleggen terwijl hun vliegtuigen blijven stijgen. Cirkelen om hoogte te winnen is dan niet nodig.